# Куентин Дъруърд
„Куентин Дъруърд“ (на английски: Quentin Durward) е роман на шотландския писател Уолтър Скот, издаден през 1823 г.
Действието на историята се развива през XV век във феодална Франция, по време на противоборството между Луи XI и бургундския херцог Шарл Дръзки. Главен персонаж е шотландският стрелец Куентин, който е на служба при френския крал.
По книгата са направени няколко филма, телевизионен сериал, графична новела и опера.

## Сюжет
Шотландският благородник Куентин Дъруърд пристига в град Плеси ле Тур при своя чичо Людовик дьо Балафре, който е част от шотландската гвардия, бранеща френския крал Людовик XI. По пътя младежът се запознава с търговеца Майстор Пиер и неговия приближен. Старецът го придружава до града, като минават покрай замъка Плеси ле Тур, където се е укрива кралят. Пътникът е нагостен богата от тайнствения търговец в странноприемница. В същата кръчма Дъруърд отсяда и се вижда с Балафре. Войнът предумва своя племенник да се присъедини на служба при Людовик XI, но младежът таи повече симпатии към Бургундския херцог – основен враг на краля.

## Персонажи
- Куентин Дъруърд – млад шотландски стрелец, част от обеднял благороднически род от владението Глен-Хулейкин.
- Людовик XI/Луи XI – френски крал, който въпреки злия си характер, управлява страната ловко и с множество интриги.
- Бургундския херцог – херцог на Бургундия и най-големия враг на Людовик XI. За разлика от края води по-открита политика.
- „Белязаният“ Людовик (Лесли) дьо Балафре – чичо на Куентин Дъруърд. Шотландец, който служи в шотландската гвардия на Людовик XI.
- Майстор Пиер – тайнствен търговец, верен на френския крал. Изключително набожен.
- Жаклин – красива девойка – прислужница, – в която се влюбва Куентин Дъруърд.